# Giuseppe Tartini
Giuseppe Tartini,  italijanski skladatelj in violinist, * 8. april 1692, Piran, Beneška republika † 26. februar 1770, Padova, Beneška republika.
Bil je eden največjih violinistov svoje dobe, izjemno priljubljen pa je bil tudi kot predklasični skladatelj in izviren glasbeni teoretik. Na izoblikovanje njegovega stila je najbolj vplival baročni mojster Arcangelo Corelli, Tartinija pa zaradi pogoste uporabe okraskov in vseh vrst trilčkov uvrščajo med rokokojske skladatelje.
Po skladatelju je poimenovan osrednji piranski trg, kjer se nahaja tudi njegova rojstna hiša, z njegovim imenom pa so si pomagali tudi nekateri slovenski glasbeni ansambli, Godalni kvartet Tartini, Trio Tartini, in tako dalje.

## Življenje in delo
Giuseppe Tartini se je rodil v Piranu 8. aprila 1692. Oče Gian Antonio Tartini je bil firenškega porekla in je prišel v Piran najverjetneje zaradi trgovanja. Kasneje se je zaposlil kot javni pisar za odkup soli. Mati Caterina Zangrando je bila potomka ene najstarejših piranskih plemiških rodbin.

Giuseppe je prvo znanje nabiral v oratoriju očetov Filipinov v Piranu, kasneje pa so ga vpisali v Collegio dei padri delle scuole Pie v Kopru. Verjetno je obiskoval tudi piransko akademijo I virtuosi. Oče je želel, da bi sin postal duhovnik, vendar je Giuseppeja nemirna narava gnala drugam. Študij je nadaljeval na pravni fakulteti univerze v Padovi. Po nevšečnostih zaradi poroke s škofovo nečakinjo je moral Padovo zapustiti. Zatekel se je v Assisi, kjer je v tamkajšnjem samostanu intenzivno študiral violino in osnove kompozicije. V tem času se je ukvarjal tudi z raziskovanjem akustičnih zakonitosti. Biografski podatki za nadaljnja leta so skopi: znano je, da je igral v raznih gledaliških orkestrih in nastopal kot solist, svojo violinsko igro pa je izboljševal tudi v Anconi, kjer je študiral dve leti.
Leta 1721 so ga povabili na mesto prvega violinista in koncertnega mojstra v baziliki svetega Antona v Padovi. Imenovan je bil brez predhodne avdicije, kar priča o velikem slovesu, ki ga je užival kot virtuoz. Po krajšem bivanju v Pragi je na vrhuncu svojih ustvarjalnih moči deloval predvsem v Padovi, kjer je znova prevzel vodstvo glasbene kapele v stolnici. Leta 1728 je ustanovil slovito violinsko šolo »La scuola delle nazioni«. Učenci so vanjo prihajali iz raznih koncev Evrope, zato se je Tartinija prijel vzdevek »Il maestro delle nazioni« (glasbeni mojster narodov). Umrl je v Padovi 26. februarja 1770. Pokopan je v cerkvi svete Katarine v Padovi (Chiesa di Santa Caterina). Na pročelju cerkve je vzidana tudi spominska plošča.
Zapustil je obsežen opus: okoli 130 koncertov, prek 170 sonat za violino in tako dalje. Pisal je predvsem za violino. Njegovo najslavnejše delo je sonata Vražji trilček. Legenda pripoveduje, da se mu je v snu prikazal sam vrag, ki je igral na violino. Takoj ko se je prebudil, je melodijo zapisal. Tako naj bi nastala ena najbolj znanih in najbolj zahtevnih evropskih skladb za violino.

## Galerija
- Tartinijev spomenik v Piranu
- Tartinijev trg, Piran
- Tartinijev trg ponoči
- Tartinijeva rojstna hiša v Piranu
- Tartinijevo gledališče, Piran